# FIA-Formel-E-Meisterschaft 2015/16
Die FIA-Formel-E-Meisterschaft 2015/16 war die zweite Saison der FIA-Formel-E-Meisterschaft. Sie begann am 24. Oktober 2015 in Peking und endete am 3. Juli 2016 in London. Die Saison umfasste zehn Rennen.
Die Fahrerwertung gewann Sébastien Buemi, sein Team Renault e.dams gewann, wie in der Vorsaison, die Teamwertung.

## Änderungen 2015/16

### Rennen
Neu im Kalender waren der Mexiko-Stadt ePrix und der Paris ePrix, dafür entfielen die Rennen in Miami und Monaco. Der Mexiko-Stadt ePrix fand auf dem Autódromo Hermanos Rodríguez statt und war damit der erste Lauf der Rennserie, der auf einer permanenten Rennstrecke ausgetragen wurde.
Die Durchführung des Rennens in Berlin war lange Zeit fraglich, da Berlins Regierender Bürgermeister Michael Müller am 12. November 2015 erklärte, dass wegen anhaltend hoher Flüchtlingszahlen bis auf weiteres die Hangars und die überdachte Haupthalle des Flughafens Berlin-Tempelhof für die Flüchtlingsregistrierung und -unterbringung benötigt und damit andere Nutzungen, wie beispielsweise für den Berlin ePrix, ausgeschlossen würden. Als Alternativen wurden seitens der Verantwortlichen der FIA-Formel-E-Meisterschaft ein anderer Ort in Berlin oder eine Verlegung des Rennens nach München oder Nürnberg genannt. Eine Verlegung des Rennens auf den Norisring wurde im Januar 2016 wegen der geringen Vorlaufzeit bis zum Rennen von den dortigen Organisatoren abgesagt. Am 15. Februar 2016 erfolgte durch die Formel-E-Organisatoren die Bekanntgabe, dass das Rennen auf einer neuen Rennstrecke rund um den Strausberger Platz in den Berliner Ortsteilen Friedrichshain und Bezirk Mitte stattfinde.
Am 28. April 2016, rund fünf Wochen vor dem Rennen in Moskau, gaben die Formel-E-Organisatoren bekannt, dass für die Durchführung des Rennens eine erforderliche Genehmigung der Stadt Moskau noch fehle, obwohl schriftliche Genehmigungen des russischen Präsidenten Wladimir Putin und des Sicherheitsdienstes des Kremls vorlagen. Alejandro Agag kündigte eine Absage des Rennens an, sollte die endgültige Antwort seitens Moskau weiter auf sich warten lassen. Auch die kurzfristige Durchführung des Rennens in einer anderen Stadt wurde erwogen. Anfang Mai 2016 wurde das Rennen ersatzlos gestrichen. Als Grund gaben die Verantwortlichen an, dass die Genehmigungen für die Straßensperrungen nicht vorlagen.

### Technisches Reglement
Im Vergleich zur Vorsaison war die Entwicklung von Motor, Inverter, Getriebe und Kühlsystem nun freigegeben, hierzu wurden im Februar 2015 acht Hersteller seitens der FIA bekanntgegeben. Diese Hersteller kooperierten mit jeweils einem Team, waren jedoch verpflichtet, den Antrieb zu einer fixen Preisobergrenze auch an andere Teams abzugeben. Da die Hinterradaufhängungen beim Spark-Renault SRT 01E mit dem Getriebegehäuse verbunden waren, durften die Hersteller auch diese anpassen. Sämtliche Konstrukteure setzten ihr auf dem Spark-Renault SRT_01E basierendes Fahrzeug unter einem anderen Namen ein.
Die Leistung der Motoren im Rennbetrieb wurde von 150 kW auf 170 kW erhöht, die für eine Renndistanz zur Verfügung stehende Energiemenge blieb jedoch unverändert.

### Sportliches Reglement
Ähnlich wie die Superlizenz in der Formel 1, mussten die Fahrer eine sogenannte e-Lizenz vorweisen, um an der Serie teilnehmen zu dürfen. Neben dem Besuch einer speziellen Schulung über die Sicherheit bei elektrisch betriebenen Fahrzeugen und die sportlichen und technischen Aspekte der FIA-Formel-E-Meisterschaft musste der Fahrer in den zurückliegenden drei Jahren mehr als 20 Punkte im Superlizenz-System der FIA gesammelt haben, in der Vergangenheit im Besitz einer Superlizenz gewesen sein oder mindestens an drei Rennen der vorangegangenen Saison der FIA-Formel-E-Meisterschaft teilgenommen haben.
Das Qualifying-Format wurde überarbeitet. Die Fahrer wurden nach wie vor in vier Gruppen gelost, die nun jedoch nur noch sechs statt zehn Minuten Zeit hatten, eine schnelle Rundenzeit zu erzielen. Jeder Fahrer durfte zwei gezeitete Runden fahren, die erste mit einer Leistung von 170 kW, die zweite mit 200 kW. Anschließend traten die schnellsten fünf Fahrer in einem Pole-Shootout genannten Einzelzeitfahren an, wo die ersten fünf Startplätze ermittelt wurden.
Außerdem änderten sich die Regeln zum FanBoost: Er wurde nun nach den ersten sechs Minuten des Rennens vergeben und konnte nur mit dem zweiten Fahrzeug verwendet werden. Anstatt für fünf Sekunden die Maximalleistung zu erhöhen, stellte er den Piloten nun 100 Kilojoule Zusatzenergie zur Verfügung, die für einen beliebigen Zeitraum verwendet werden konnten, um die Maximalleistung auf bis zu 200 kW zu erhöhen.
Nachdem es in der Vorsaison diverse Fahrerwechsel bei den Teams gegeben hatte – die Teams setzten bis zu acht verschiedene Piloten ein – durften pro Saison nun nur noch maximal zwei Fahrerwechsel pro Fahrzeug stattfinden. Bei den letzten drei Rennen in der Saison war sogar überhaupt kein Fahrerwechsel mehr erlaubt. Ausnahmen davon mussten von den Verantwortlichen der Serie genehmigt werden und waren nur bei höherer Gewalt möglich.
Es wurde eine sogenannte Full-Course-Yellow eingeführt. Diese funktionierte ähnlich wie das virtuellen Safety-Car in der Formel 1, es wurde hier jedoch die Höchstgeschwindigkeit der Fahrzeuge auf 50 km/h begrenzt, außerdem galt Überholverbot.
Auch das Strafensystems während der Rennen wurde verändert. Neben einer Fünf- und einer Zehn-Sekunden-Strafe, die entweder beim Fahrzeugwechsel abgesessen werden müssen oder, falls sie nach dem Wechsel ausgesprochen werden, auf die Rennzeit addiert werden, konnten die Rennkommissare je nach Vergehen auch eine Durchfahrtsstrafe oder eine Zehn-Sekunden-Stop-and-Go-Strafe aussprechen.
Die Regelung, dass das schlechteste Ergebnis eines Fahrers nicht in die Fahrerwertung einging, entfiel.

### Teams
Vor der Saison trennte sich der Namenssponsor Amlin von Aguri, so dass das Team nun unter dem Namen Team Aguri antrat. Amlin wurde als neuer Partner des Andretti-Teams vorgestellt, das unter dem Namen Amlin Andretti Formula E Team an den Start gehen sollte. DS Automobiles kooperierte mit Virgin Racing, das Team trat daher unter dem Namen DS Virgin Racing Formula E Team an. Die Schaeffler-Gruppe entwickelte den Antrieb für das Abt-Team, das Team änderte die Nennung zu ABT Schaeffler Audi Sport. e.dams änderte die Nennung zu Renault e.dams, um Konstrukteur Renault hervorzuheben.
Aguri entschied sich als einziges Team dazu, die Saison mit dem in der Vorsaison eingesetzten Antrieb zu bestreiten und diesen nicht von einem der acht Hersteller zu beziehen. Am 24. August 2015 entschied sich Andretti nach massiven Problemen bei den offiziellen Testfahrten vor der Saison, bei der lediglich einige Installationsrunden zurückgelegt werden konnten, auf den Einsatz des selbst entwickelten Antriebs in der Saison zu verzichten und ebenfalls den Antrieb der Vorsaison zu verwenden. Andretti trennte sich im Zuge dessen von seinem Technikpartner Houston Mechatronics. Dragon Racing bestritt die Saison als Kundenteam des Herstellers Venturi. Alle anderen Teams setzten den selbst von ihnen oder in ihrem Auftrag produzierten Antrieb ein.
Nachdem es die ersten beiden Rennen nicht bestritten hatte, gab das Trulli Formula E Team in der Woche vor dem Punta del Este ePrix den sofortigen Ausstieg aus der FIA-Formel-E-Meisterschaft bekannt.

### Fahrer
Robin Frijns ging für Andretti Autosport an den Start, er sollte dort als fester Pilot die gesamte Saison bestreiten. In der Vorsaison besetzte Andretti das zweite Cockpit regelmäßig neu. Jacques Villeneuve, der Formel-1-Weltmeister 1997, stieg bei Venturi in die FIA-Formel-E-Meisterschaft ein und ersetzte dort Nick Heidfeld. Nach dem dritten Saisonrennen wurde er jedoch durch Mike Conway ersetzt.
Heidfeld, der in der Vorsaison für Venturi an den Start ging, wechselte zu Mahindra. Jean-Éric Vergne wechselte von Andretti zu Virgin. Salvador Durán wechselte von Aguri zu Trulli, verließ das Team aber bereits vor dem zweiten Rennen. Er wechselte nach dem dritten Rennen zurück zu Aguri, wo er Nathanaël Berthon ersetzte. Nach dem sechsten Saisonlauf wurde das Team von chinesischen Investoren übernommen und Durán seinerseits durch Qinghua Ma ersetzt.
Jaime Alguersuari, der nach dem Moskau ePrix 2015 wegen Dehydratation und Ermüdung kurzzeitig das Bewusstsein verloren hatte und dem infolgedessen seine Rennlizenz vorübergehend gesperrt wurde, musste aus gesundheitlichen Gründen auf den Einsatz für Virgin verzichten. Wenige Wochen vor dem Saisonauftakt gab Alguersuari sein Karriereende bekannt. Karun Chandhok verließ das Mahindra-Team und konzentrierte sich stattdessen auf seine Sportwagen-Karriere. Franck Montagny wurde aufgrund eines positiven Dopingtests beim Putrajaya ePrix 2014 für zwei Jahre gesperrt. Oriol Servià wechselte ins Management von Dragon Racing und übernahm hier die Position des Managing Directors. Jarno Trulli beendete seine Rennfahrerkarriere und fungierte nun nur noch als Teamchef des Trulli-Teams. Justin Wilson, der in der Vorsaison ein Rennen für Andretti Autosport bestritten hatte, starb am 24. August 2015 nach einem Unfall beim ABC Supply 500 2015.

## Teams und Fahrer
Alle Teams und Fahrer verwenden das Einheits-Chassis Spark-Renault SRT 01E sowie Reifen von Michelin.
| Team                                                         | Fahrzeug                | Nr. | Fahrer                 | Rennen     |
| ------------------------------------------------------------ | ----------------------- | --- | ---------------------- | ---------- |
| Renault e.dams                                               | RENAULT Z.E.15          | 08  | Nicolas Prost          | 1–10       |
| Renault e.dams                                               | RENAULT Z.E.15          | 09  | Sébastien Buemi        | 1–10       |
| Dragon Racing                                                | Venturi VM200-FE-01     | 06  | Loïc Duval             | 1–10       |
| Dragon Racing                                                | Venturi VM200-FE-01     | 07  | Jérôme D’Ambrosio      | 1–10       |
| ABT Schaeffler Audi Sport                                    | ABT Schaeffler FE01     | 11  | Lucas di Grassi        | 1–10       |
| ABT Schaeffler Audi Sport                                    | ABT Schaeffler FE01     | 66  | Daniel Abt             | 1–10       |
| NEXTEV TCR Formula E Team                                    | NEXTEV TCR FormulaE 001 | 01  | Nelson Piquet jr.      | 1–10       |
| NEXTEV TCR Formula E Team                                    | NEXTEV TCR FormulaE 001 | 88  | Oliver Turvey          | 1–10       |
| DS Virgin Racing Formula E Team                              | VIRGIN DSV-01           | 02  | Sam Bird               | 1–10       |
| DS Virgin Racing Formula E Team                              | VIRGIN DSV-01           | 25  | Jean-Éric Vergne       | 1–10       |
| Amlin Andretti Formula E Team Andretti Formula E Racing Team | Spark-Renault SRT 01E   | 27  | Robin Frijns           | 1–10       |
| Amlin Andretti Formula E Team Andretti Formula E Racing Team | Spark-Renault SRT 01E   | 28  | Simona de Silvestro    | 1–10       |
| Team Aguri                                                   | Spark-Renault SRT_01E   | 55  | António Félix da Costa | 1–7, 9, 10 |
| Team Aguri                                                   | Spark-Renault SRT_01E   | 55  | René Rast              | 8          |
| Team Aguri                                                   | Spark-Renault SRT_01E   | 77  | Nathanaël Berthon      | 1–3        |
| Team Aguri                                                   | Spark-Renault SRT_01E   | 77  | Salvador Durán         | 4–6        |
| Team Aguri                                                   | Spark-Renault SRT_01E   | 77  | Qinghua Ma             | 7–10       |
| Mahindra Racing Formula E Team                               | Mahindra M2ELECTRO      | 21  | Bruno Senna            | 1–10       |
| Mahindra Racing Formula E Team                               | Mahindra M2ELECTRO      | 23  | Nick Heidfeld          | 1, 2, 4–10 |
| Mahindra Racing Formula E Team                               | Mahindra M2ELECTRO      | 23  | Oliver Rowland         | 3          |
| Venturi Formula E Team                                       | Venturi VM200-FE-01     | 04  | Stéphane Sarrazin      | 1–10       |
| Venturi Formula E Team                                       | Venturi VM200-FE-01     | 12  | Jacques Villeneuve     | 1–3        |
| Venturi Formula E Team                                       | Venturi VM200-FE-01     | 12  | Mike Conway            | 4–10       |
| Trulli Formula E Team                                        | Motomatica JT-01        | 10  | Salvador Durán         | 1          |
| Trulli Formula E Team                                        | Motomatica JT-01        | 10  | Jarno Trulli           | 2          |
| Trulli Formula E Team                                        | Motomatica JT-01        | 18  | Vitantonio Liuzzi      | 1, 2       |

## Rennkalender
2015/16 wurden erneut elf Rennen in zehn Städten ausgetragen. Alle Rennen wurden auf temporären Rennstrecken ausgetragen. Am 9. September 2015 wurde bekannt, dass sich das Auftaktrennen in Peking wegen einer Terminkollision um eine Woche nach hinten verschiebt. Am 30. September 2015 beschloss der FIA-Weltrat einige Änderungen am Rennkalender, so wurde der noch nicht vergebene Termin für das fünfte Rennen eine Woche nach vorne geschoben und das Saisonfinale in London terminiert. Am 19. November 2015 wurde bekanntgegeben, dass das bislang noch offene Rennen am 12. März 2016 in Mexiko-Stadt stattfand. Das für den 4. Juni 2016 geplante Rennen in Moskau wurde rund einen Monat vorher aus dem Rennkalender gestrichen.
| Nr. | Datum        | Veranstaltung (Rennstrecke)           | Erster                                      | Zweiter                                            | Dritter                                            | Pole-Position                                      | Schnellste Runde                               | Gesamtführung                               | Gesamtführung             |
| Nr. | Datum        | Veranstaltung (Rennstrecke)           | Erster                                      | Zweiter                                            | Dritter                                            | Pole-Position                                      | Schnellste Runde                               | Fahrer                                      | Team                      |
| --- | ------------ | ------------------------------------- | ------------------------------------------- | -------------------------------------------------- | -------------------------------------------------- | -------------------------------------------------- | ---------------------------------------------- | ------------------------------------------- | ------------------------- |
| 01. | 24. Oktober  | Beijing ePrix (Peking)                | Sébastien Buemi (Renault e.dams)            | Lucas di Grassi (ABT Schaeffler Audi Sport)        | Nick Heidfeld (Mahindra Racing Formula E Team)     | Sébastien Buemi (Renault e.dams)                   | Sébastien Buemi (Renault e.dams)               | Sébastien Buemi (Renault e.dams)            | Renault e.dams            |
| 02. | 07. November | Putrajaya ePrix (Putrajaya)           | Lucas di Grassi (ABT Schaeffler Audi Sport) | Sam Bird (DS Virgin Racing Formula E Team)         | Robin Frijns (Amlin Andretti Formula E Team)       | Sébastien Buemi (Renault e.dams)                   | Sébastien Buemi (Renault e.dams)               | Lucas di Grassi (ABT Schaeffler Audi Sport) | ABT Schaeffler Audi Sport |
| 03. | 19. Dezember | Punta del Este ePrix (Punta del Este) | Sébastien Buemi (Renault e.dams)            | Lucas di Grassi (ABT Schaeffler Audi Sport)        | Jérôme D’Ambrosio (Dragon Racing)                  | Jérôme D’Ambrosio (Dragon Racing)                  | Sébastien Buemi (Renault e.dams)               | Sébastien Buemi (Renault e.dams)            | Renault e.dams            |
| 04. | 06. Februar  | Buenos Aires ePrix (Buenos Aires)     | Sam Bird (DS Virgin Racing Formula E Team)  | Sébastien Buemi (Renault e.dams)                   | Lucas di Grassi (ABT Schaeffler Audi Sport)        | Sam Bird (DS Virgin Racing Formula E Team)         | Jérôme D’Ambrosio (Dragon Racing)              | Sébastien Buemi (Renault e.dams)            | Renault e.dams            |
| 05. | 12. März     | Mexiko-Stadt ePrix (Mexiko-Stadt)     | Jérôme D’Ambrosio (Dragon Racing)           | Sébastien Buemi (Renault e.dams)                   | Nicolas Prost (Renault e.dams)                     | Jérôme D’Ambrosio (Dragon Racing)                  | Nicolas Prost (Renault e.dams)                 | Sébastien Buemi (Renault e.dams)            | Renault e.dams            |
| 06. | 02. April    | Long Beach ePrix (Long Beach)         | Lucas di Grassi (ABT Schaeffler Audi Sport) | Stéphane Sarrazin (Venturi Formula E Team)         | Daniel Abt (ABT Schaeffler Audi Sport)             | Sam Bird (DS Virgin Racing Formula E Team)         | Sébastien Buemi (Renault e.dams)               | Lucas di Grassi (ABT Schaeffler Audi Sport) | Renault e.dams            |
| 07. | 23. April    | Paris ePrix (Paris)                   | Lucas di Grassi (ABT Schaeffler Audi Sport) | Jean-Éric Vergne (DS Virgin Racing Formula E Team) | Sébastien Buemi (Renault e.dams)                   | Sam Bird (DS Virgin Racing Formula E Team)         | Nick Heidfeld (Mahindra Racing Formula E Team) | Lucas di Grassi (ABT Schaeffler Audi Sport) | Renault e.dams            |
| 08. | 21. Mai      | Berlin ePrix (Berlin)                 | Sébastien Buemi (Renault e.dams)            | Daniel Abt (ABT Schaeffler Audi Sport)             | Lucas di Grassi (ABT Schaeffler Audi Sport)        | Jean-Éric Vergne (DS Virgin Racing Formula E Team) | Bruno Senna (Mahindra Racing Formula E Team)   | Lucas di Grassi (ABT Schaeffler Audi Sport) | Renault e.dams            |
| 09. | 02. Juli     | London ePrix (London)                 | Nicolas Prost (Renault e.dams)              | Bruno Senna (Mahindra Racing Formula E Team)       | Jean-Éric Vergne (DS Virgin Racing Formula E Team) | Nicolas Prost (Renault e.dams)                     | Nelson Piquet jr. (NEXTEV TCR Formula E Team)  | Lucas di Grassi (ABT Schaeffler Audi Sport) | Renault e.dams            |
| 10. | 03. Juli     | London ePrix (London)                 | Nicolas Prost (Renault e.dams)              | Daniel Abt (ABT Schaeffler Audi Sport)             | Jérôme D’Ambrosio (Dragon Racing)                  | Sébastien Buemi (Renault e.dams)                   | Sébastien Buemi (Renault e.dams)               | Sébastien Buemi (Renault e.dams)            | Renault e.dams            |

## Wertung
Die zehn erstplatzierten Fahrer jedes Rennens erhielten Punkte nach folgendem Schema:
| Punkteverteilung | Punkteverteilung | Punkteverteilung | Punkteverteilung | Punkteverteilung | Punkteverteilung | Punkteverteilung | Punkteverteilung | Punkteverteilung | Punkteverteilung | Punkteverteilung |
| ---------------- | ---------------- | ---------------- | ---------------- | ---------------- | ---------------- | ---------------- | ---------------- | ---------------- | ---------------- | ---------------- |
| Platz            | 1                | 2                | 3                | 4                | 5                | 6                | 7                | 8                | 9                | 10               |
| Punkte           | 25               | 18               | 15               | 12               | 10               | 8                | 6                | 4                | 2                | 1                |

Zusätzlich gibt es drei Punkte für die Pole-Position und zwei Punkte für die schnellste Rennrunde.

### Fahrerwertung
| Pos. | Fahrer            | BEI  | PUT  | PUN  | BUE | MEX  | LBH | PAR  | BER | LON | LON  | Punkte |
| 01   | S. Buemi          | 1    | 12   | 1    | 2   | 2    | 16* | 3°   | 1°  | 5°  | DNF° | 155    |
| 02   | L. di Grassi      | 2    | 1    | 2    | 3°  | DSQ° | 1°  | 1    | 3   | 4°  | DNF° | 153    |
| 03   | N. Prost          | DNF  | 10   | 5    | 5   | 3    | 11  | 4    | 4   | 1   | 1    | 115    |
| 04   | S. Bird           | 7°   | 2    | DNF° | 1°  | 6    | 6   | 6    | 11  | 7   | DNF  | 88     |
| 05   | J. D’Ambrosio     | 5    | 14*  | 3    | 16  | 1    | 7°  | 11   | 16  | 8   | 3    | 83     |
| 06   | S. Sarrazin       | 9    | 4    | 9°   | 4   | 9    | 2   | 5    | 10° | 10  | 5°   | 70     |
| 07   | D. Abt            | 11   | 7    | 8    | 13  | 7    | 3   | 10   | 2   | DNF | 2    | 68     |
| 08   | L. Duval          | 4    | 16*  | 4    | 6   | 4    | 8   | DNF° | DNF | DNF | 4    | 60     |
| 09   | J. Vergne         | 12   | DNF  | 7°   | 11° | 16°  | 13* | 2°   | 5   | 3   | 8    | 56     |
| 10   | N. Heidfeld       | 3    | 9°   | INJ  | 7   | 8    | 4°  | 12   | 7°  | 13° | 7    | 53     |
| 11   | B. Senna          | 13   | 5    | DNF  | 10  | 10   | 5   | 9    | 15  | 2   | 6    | 52     |
| 12   | R. Frijns         | 10   | 3    | 10   | 8   | 5    | 15  | 7    | 6   | DNF | DNF  | 45     |
| 13   | A. Félix da Costa | DNF  | 6    | 6    | DNF | DNF  | DNF | 8    |     | 6   | 11   | 28     |
| 14   | O. Turvey         | 6°   | DNF° | 12   | 9   | 11   | 12  | 13   | 12  | 15* | 10   | 11     |
| 15   | N. Piquet         | 15*° | 8°   | 15*  | 12  | 13   | DNF | DNF  | 13  | 12  | 9    | 8      |
| 16   | M. Conway         |      |      |      | 15  | 12   | 10  | 14   | 8   | 9   | 13   | 7      |
| 17   | N. Berthon        | 8    | 15   | 14   |     |      |     |      |     |     |      | 4      |
| 18   | S. de Silvestro   | DNF  | 13   | 11   | 14  | 14   | 9   | 15   | 9   | 14  | DNF  | 4      |
| 19   | Q. Ma             |      |      |      |     |      |     | DNF  | 14  | 11  | 12   | 0      |
| 20   | J. Villeneuve     | 14   | 11   | DNQ  |     |      |     |      |     |     |      | 0      |
| 21   | O. Rowland        |      |      | 13   |     |      |     |      |     |     |      | 0      |
| 22   | S. Durán          | DNP  |      |      | DNF | 15°  | 14  |      |     |     |      | 0      |
| 23   | R. Rast           |      |      |      |     |      |     |      | NC  |     |      | 0      |
| –    | V. Liuzzi         | DNP  | DNP  |      |     |      |     |      |     |     |      | 0      |
| –    | J. Trulli         |      | DNP  |      |     |      |     |      |     |     |      | 0      |
| Pos. | Fahrer            | BEI  | PUT  | PUN  | BUE | MEX  | LBH | PAR  | BER | LON | LON  | Punkte |

### Teamwertung
| BEI  | PUT                             | PUN | BUE  | MEX  | LBH  | PAR | BER  | LON | LON | Punkte |     |      |        |
| 01   | Renault e.dams                  | 08  | DNF  | 10   | 5    | 5   | 3    | 11  | 4   | 4      | 1   | 1    | 270    |
| 01   | Renault e.dams                  | 09  | 1    | 12   | 1    | 2   | 2    | 16* | 3   | 1      | 5°  | DNF° | 270    |
| 02   | ABT Schaeffler Audi Sport       | 11  | 2    | 1    | 2    | 3°  | DSQ° | 1°  | 1   | 3      | 4°  | DNF° | 221    |
| 02   | ABT Schaeffler Audi Sport       | 66  | 11   | 7    | 8    | 13  | 7    | 3   | 10  | 2      | DNF | 2    | 221    |
| 03   | DS Virgin Racing Formula E Team | 02  | 7°   | 2    | DNF° | 1°  | 6    | 6   | 6   | 11     | 7   | DNF  | 144    |
| 03   | DS Virgin Racing Formula E Team | 25  | 12   | DNF  | 7°   | 11° | 16°  | 13* | 2   | 5      | 3   | 8    | 144    |
| 04   | Dragon Racing                   | 06  | 4    | 16*  | 4    | 6   | 4    | 8   | DNF | DNF    | DNF | 4    | 143    |
| 04   | Dragon Racing                   | 07  | 5    | 14   | 3    | 16  | 1    | 7°  | 11  | 16     | 8   | 3    | 143    |
| 05   | Mahindra Racing Formula E Team  | 21  | 13   | 5    | DNF  | 10  | 10   | 5   | 9   | 15     | 2   | 6    | 105    |
| 05   | Mahindra Racing Formula E Team  | 23  | 3    | 9°   | 13   | 7   | 8    | 4°  | 12  | 7      | 13° | 7    | 105    |
| 06   | Venturi Formula E Team          | 04  | 9    | 4    | 9°   | 4   | 9    | 2   | 5   | 10     | 10  | 5°   | 77     |
| 06   | Venturi Formula E Team          | 12  | 14   | 11   | DNQ  | 15  | 12   | 10  | 14  | 8      | 9   | 13   | 77     |
| 07   | Amlin Andretti Formula E Team   | 27  | 10   | 3    | 10   | 8   | 5    | 15  | 7   | 6      | DNF | DNF  | 49     |
| 07   | Amlin Andretti Formula E Team   | 28  | DNF  | 13   | 11   | 14  | 14   | 9   | 15  | 9      | 14  | DNF  | 49     |
| 08   | Team Aguri                      | 55  | DNF  | 6    | 6    | DNF | DNF  | DNF | 8   | NC     | 6   | 11   | 32     |
| 08   | Team Aguri                      | 77  | 8    | 15   | 14   | DNF | 15°  | 14  | DNF | 14     | 11  | 12   | 32     |
| 09   | NEXTEV TCR Formula E Team       | 01  | 15*° | 8°   | 15*  | 12  | 13   | DNF | DNF | 13     | 12  | 9    | 19     |
| 09   | NEXTEV TCR Formula E Team       | 88  | 6°   | DNF° | 12   | 9   | 11   | 12  | 13  | 12     | 15* | 10   | 19     |
| 10   | Trulli Formula E Team           | 10  | DNP  | DNP  |      |     |      |     |     |        |     |      | 0      |
| 10   | Trulli Formula E Team           | 18  | DNP  | DNP  |      |     |      |     |     |        |     |      | 0      |
| Pos. | Team                            | Nr. | BEI  | PUT  | PUN  | BUE | MEX  | LBH | PAR | BER    | LON | LON  | Punkte |

### Legende
| Legende                      | Legende       | Legende                                                                 |
| Farbe                        | Abkürzung     | Bedeutung                                                               |
| ---------------------------- | ------------- | ----------------------------------------------------------------------- |
| Gold                         | —             | Sieger                                                                  |
| Silber                       | —             | 2. Platz                                                                |
| Bronze                       | —             | 3. Platz                                                                |
| Grün                         | —             | Platzierung in den Punkten                                              |
| Blau                         | —             | Klassifiziert außerhalb der Punkteränge                                 |
| Violett                      | DNF           | Rennen nicht beendet                                                    |
| Violett                      | NC            | nicht klassifiziert                                                     |
| Rot                          | DNQ           | nicht qualifiziert                                                      |
| Schwarz                      | DSQ           | disqualifiziert                                                         |
| Weiß                         | DNS           | nicht am Start                                                          |
| Weiß                         | WD            | zurückgezogen                                                           |
| Weiß                         | C             | Rennen abgesagt                                                         |
| Blanko                       |               | nicht teilgenommen                                                      |
| Blanko                       | DNP           | gemeldet, aber nicht teilgenommen                                       |
| Blanko                       | INJ           | verletzt oder krank                                                     |
| Blanko                       | EX            | ausgeschlossen                                                          |
| sonstige Formate und Zeichen | P/fett        | Pole-Position                                                           |
| sonstige Formate und Zeichen | kursiv        | Schnellste Rennrunde (ab 2017/18: Schnellste Rennrunde der ersten Zehn) |
| sonstige Formate und Zeichen | unterstrichen | Führender in der Gesamtwertung                                          |
| sonstige Formate und Zeichen | °             | FanBoost                                                                |
| sonstige Formate und Zeichen | *             | nicht im Ziel, aufgrund der zurückgelegten Distanz aber gewertet        |
| sonstige Formate und Zeichen | ( )           | Streichresultat                                                         |